# Gabi Delgado-López

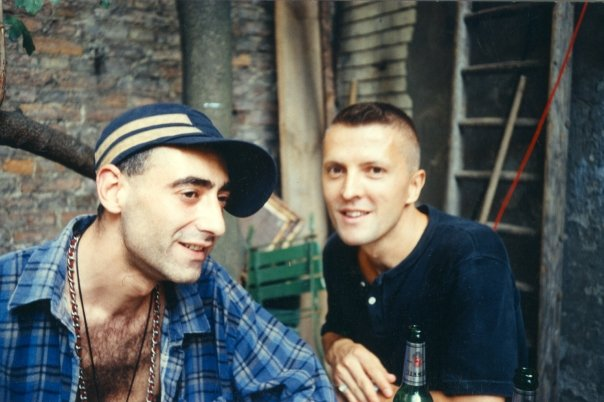
Delgado-López z Robertem Görlem

Gabi Delgado, właściwie Gabriel Delgado-López (ur. 18 kwietnia 1958 w Kordobie, zm. 22 marca 2020) – kompozytor, autor tekstów i producent muzyczny. Najbardziej znany jako wokalista i współzałożyciel, wraz z Robertem Görlem, zespołu elektronicznego Deutsch Amerikanische Freundschaft.

## Życiorys
Delgado-López dorastał w Kordobie, w Hiszpanii. W 1966 jego rodzina przeniosła się do Niemiec („Mój ojciec musiał opuścić Hiszpanię przez Franco”). Mieszkał tam w Remscheidzie, Wuppertalu, Dortmundzie i Düsseldorfie.
Gabi i Görl założyli D.A.F. w 1978. W 1980 muzyk przeniósł się do Londynu, gdzie mieszkał do czasu pierwszego rozpadu grupy w 1984, a następnie zamieszkał w Zurychu i wydał solowy album Mistress, który nie sprzedawał się dobrze w Niemczech, ale był w pierwszej dwudziestce najlepiej sprzedających się albumów w Japonii. Niedługo potem reaktywował razem z Görlem zespół, nagrywając album 1st Step to Heaven.
W 1986 przeniósł się do Berlina, aby zostać DJ-em i organizować imprezy muzyki house. Zorganizował (z WestBamem i Markiem Gublerem) pierwszą tego typu imprezę w Niemczech. Razem z Sabą Komssą założył wydawnictwa muzyki techno: Delkom Club Control, BMWW i Sunday Morning Berlin.
W 1995 założył, wraz z Wotanem Möhringem, zespół DAF/DOS. Grupa nagrała album Allein, zu zweit, mit Telefon z singlami „Ich glaub ich fick dich später” i „Zurück nach Marzahn”. W 2003 Delgado i Görl znowu reaktywowali zespół, wydając płytę Fünfzehn neue D.A.F-Lieder.

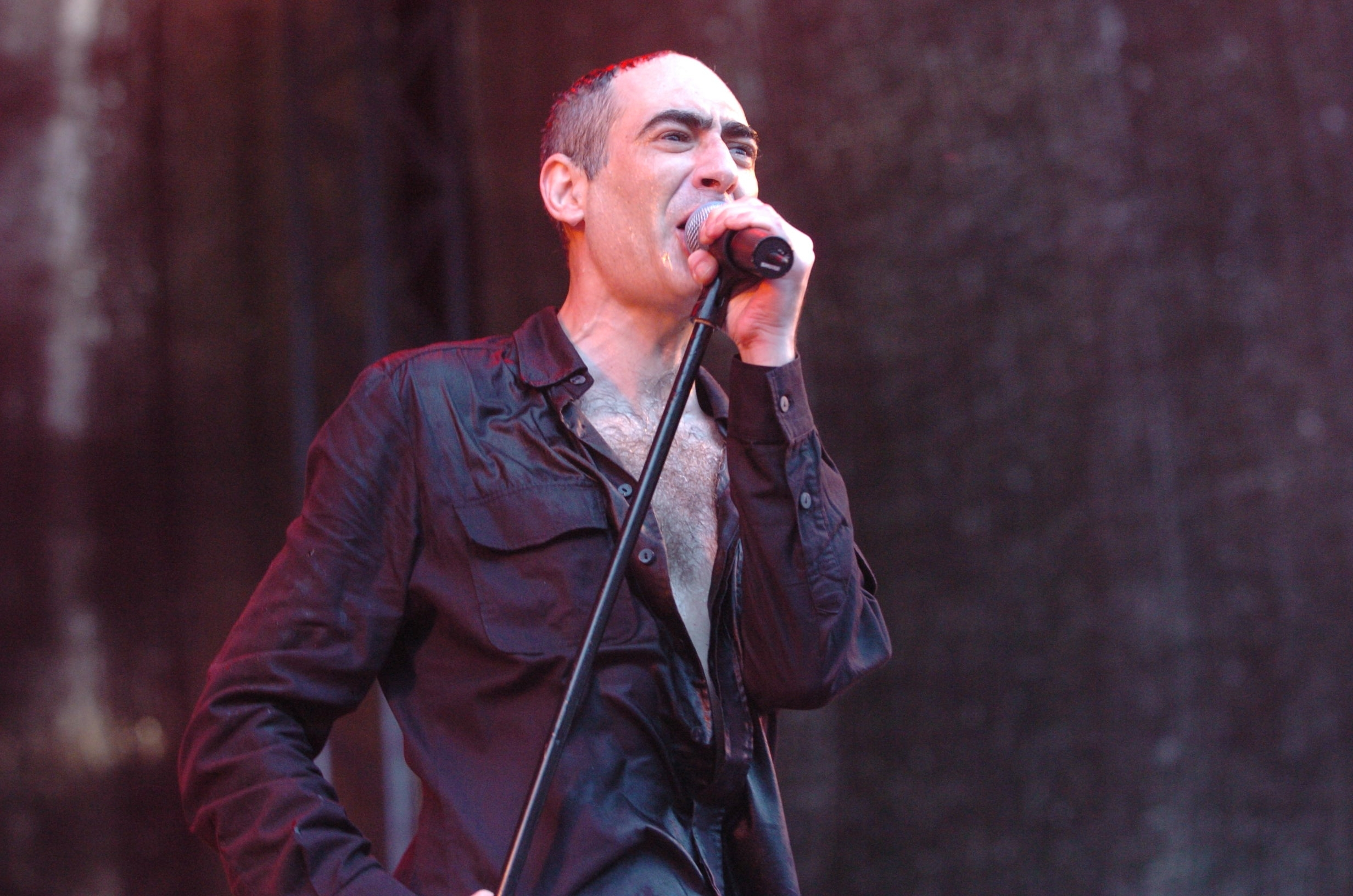
Na żywo z zespołem D.A.F. (2007)

Gabi miał brata, Eduardo Delgado-Lópeza, który jest basistą.
Delgado-López był osobą biseksualną; udzielał obszernych wywiadów na ten temat.

## Dyskografia

### Albumy solowe
- Mistress (1986)
- Eins (2014)